# Soldevila (Pinell de Solsonès)
Soldevila és una masia situada al municipi de Pinell de Solsonès, a la comarca catalana del Solsonès. Documentada des del segle xvii, la casa tal com la veiem avui en dia és del segle xx.
Està situada a 634 m d'altitud, prop del límit comarcal i a tocar de la Riera de Sallent. S'hi accedeix a través duna pista de terra en mal estat que parteix en direcció sud des de Sant Romà.

## Història
És una masia del segle xvii, tot i que la casa tal com la veiem avui en dia és del segle XX (i ampliada posteriorment). Es creu que podria tenir un origen medieval ja que al camp que t'envolta aflora ceràmica grisa de tipologia medieval. Destacar també que s'observen restes de material prehistòric tals corn una destral de pedra polida. Toponímicament es tracta d'un nom compost d'origen medieval i que significa "sòl de vila", la part més baixa de la vila.

## Descripció
Casa de planta quadrangular que consta de planta baixa més dos pisos superiors i planta baixa més un pis superior i unes golfes a l'annex de la façana sud. Està construïda amb pedra tot que té algunes parts reconstruïdes i reforçades amb ciment i totxo vell. La seva superfície total és d'uns 493,71 m². La teulada, que tenia dues vessants i estava coberta amb teula àrab, actualment està totalment esfondrada a l'interior. L'entrada principal és a la façana nord i es tracta d'una porta rectangular emmarcada amb carreus i una gran llinda. A la part sud hi ha un pati tancat o baluard enganxat a la casa i al voltant del qual s'organitzen diferents corralines però esta tot enrunat i ple de vegetació amb la qual cosa és molt difícil l'accés. Tota aquesta ala sud s'enganxa en el seu extrem a un gran bloc de pedra que fa de tancament.